# Susan Powell
Susan Powell (Elk City, 1959) è una modella e conduttrice televisiva statunitense, eletta Miss America 1981.

## Biografia
Laureatasi presso l'università dell'Oklahoma, ha studiato canto con Florence Birdwell e si è esibita presso il Lyric Theatre of Oklahoma. Dopo essere stata incoronata Miss Oklahoma, la Powell ha vinto il concorso Miss America nel settembre 1980.
Dopo l'anno di regno, la Powell ha intrapreso la carriera di cantante che l'ha portata ad esibirsi presso la Seattle Opera, la New York City Opera e la New Japan Philharmonic. Ha inoltre cantato come solista per John Williams presso la Boston Pops.
Dal 1993, Susan Powell ha condotto per nove stagioni la serie Home Matters in onda su Discovery Channel. Negli anni successivi Susan Powell ha continuato ad esibirsi come cantante e a partecipare come giudice in vari concorsi di bellezza regionale legati a Miss America, e per Miss America nel 2007.